# Novodanîlivka, Kazanka
Novodanîlivka (în ucraineană Новоданилівка) este un sat în comuna Dmîtro-Bilivka din raionul Kazanka, regiunea Mîkolaiiv, Ucraina.

## Demografie
Componența lingvistică a localității Novodanîlivka
     Ucraineană (95,07%)
     Rusă (2,82%)
     Belarusă (1,41%)
     Alte limbi (0,7%)
Conform recensământului din 2001, majoritatea populației localității Novodanîlivka era vorbitoare de ucraineană (95,07%), existând în minoritate și vorbitori de rusă (2,82%) și belarusă (1,41%).